# 白毛坪镇
白毛坪镇，原为白毛坪乡，是中华人民共和国湖南省邵陽市城步苗族自治县下辖的一个乡镇级行政单位。2018年撤乡设镇。区划代码改为430529107。

## 行政区划
白毛坪镇下辖以下地区：
城溪村、腊屋村、下坪村、上坪村、白毛坪村、下小言村、畲塘村、青峰村、卡田村、温水村、水推村、白头坳村、小坪水村、大岔坪村、大横村、大阳村、枫界村、坳岭村、水田村、兰子坪村、义山园村、小寨村、候家寨村、大坳头村、袁家山村、黄伞村、坪源村和壮团元村。

## 词源学
白毛坪镇境内河滩荒坪，曾冬茅丛生，花白如絮似毛，故称“白毛坪”。

## 历史
1995年，大阳乡、清源乡合并入白毛坪乡。
2019年1月17日，白毛坪乡升格为白毛坪镇。

## 地理
白毛坪镇坐落在城步苗族自治县东南部，北接兰蓉乡，西北毗邻儒林镇，西和西南是汀坪乡，东和东南是广西壮族自治区。
巫水河流经白毛坪镇。
最高峰是大冲头，海拔1279米，第二高峰是大尖岭，海拔1196米。

## 经济
白毛坪镇的经济主要是农业。木材、冬笋、紫萁、山鸡椒是当地特产。白毛坪镇的土壤含有：锰、锌、铅、硅、沸石等矿产资源。

## 人口
2015年12月，白毛坪镇人口16,600人，苗族是主体民族，另外还有其他13个民族。

## 交通
县道090穿过白毛坪镇。
邵阳武冈机场距离白毛坪镇96公里。